# تعصب كروي
التعصب الكروي أو شغب كرة القدم أو كما يعرف بـ الهوليغانز (بالإنجليزية: Football hooliganism)‏ هو مصطلح يُسْتِخدَم لوصف سلوك غير منضبط أو عنيف أو مدمر يرتكبه الجمهور في أحداث رياضة كرة القدم.
لا أحد يعرف متى نشأت ظاهرة الشغب، أو إلى متى ترجع هذه الظاهرة في الزمن، لكن أول حالات الشغب المعروفة في رياضة كرة القدم الحديثة، حدث خلال ثمانينيات القرن التاسع عشر بإنجلترا، في فترة كان أنصار الفريق يتعمدون تخويف المشجعين والحكام واللاعبين كذلك. ففي عام 1885، فاز نادي بريستون نورث إيند على نادي أستون فيلا بنتيجة ثقيلة قوامها 5-0 في مباراة ودية. بعد المباراة تعرض أعضاء الفريقين لهجوم بالعصي واللكم والركل والبصق بالإضافة إلى الرشق بالحجارة. أيضاً تعرض أحد لاعبي  بريستون للضرب المبرح لدرجة أنه فقد وعيه جراء الضرب. وقد وصفت التقارير الصحفية في ذلك الوقت المعجبين بـ «عواء الخام». (بالإنجليزية: howling roughs)‏. في السنة التي تلتها، تعرض مشجعو نادي بريستون نورث إيند لمشجعي نادي كوينز بارك في محطة للسكك الحديدية، حيث حدثت مضايقات خارج نطاق المباراة. كذلك في عام 1905، حُوكِمَ عدد من مشجعي نادي بريستون نورث إيند بتهمة الشغب، بما في ذلك امرأة في حالة سكر تبلغ من العمر 70 عامًا، بعد مباراتهم ضد نادي بلاكبيرن روفرز.

## الأسباب
- الحب الشديد لنادي معين وفعل أي شيء من أجل ذلك النادي، لكونه يمثل مدينة المشجع أو دولته، أو لأسباب أخرى.
- حدوث مواقف تاريخية قد تؤثر على العلاقات بين الأندية وجماهيرها.
- عدم تقبل الهزيمة والخسارة.
- اختفاء الروح الرياضية وتدني مستوى الأخلاق.
- الاهتمام المبالغ بكرة القدم كونها اللعبة الشعبية الأولى في معظم دول العالم.
- اختفاء ثقافة الاحتراف بين اللاعبين وعدم تقبل انتقال لاعب من فريق إلى فريق منافس.
- الأخطاء التحكيمية التي تؤدي إلى إشعال النار بين الجماهير.
- الإعلام والتصريحات الاستفزازية التي تصدر عن اللاعبين أو المدربين أو الإعلاميين.
- الانفراد بالراى وعدم الاستماع لاراى الآخرين.

## أمثلة

### كارثة ملعب هيسل

جانب من عمليات إنقاذ الجماهير

كارثة ملعب هيسل (بالإنجليزية: Heysel Stadium disaster)‏ هي حادثة وقعت في 29 مايو 1985، عندما إنهار جدار تحت ضغط الجمهور الهاربين في ملعب هيسل في بروكسل، كنتيجة لأعمال شغب قبل بداية مباراة نهائي كأس الأندية الأوروبية البطلة 1985 بين نادي ليفربول الإنجليزي ونادي يوفنتوس الإيطالي. 39 شخصاً لقوا حتفهم، 32 من مشجعي يوفينتوس، وأصيب 600 شخصاً. ألقى اليويفا اللوم بشأن الحادثة على جمهور ليفربول الذين دفعوا جمهور نادي يوفنتوس، مما تسبب في انهيا الجدار،
حوالي ساعة واحدة قبل الوقت المحدد لانطلاق نهائي ليفربول-يوفينتوس، قامت مجموعة كبيرة من مشجعي ليفربول بكسر السياج الفاصل بينهم وبين جماهير منافسهم يوفنتوس. ركضت جماهير يوفنتوس إلى الجدار الصلب، بينما كانت هناك جماهير جالسة بالفعل وحصل التدافع؛ في النهاية إنهار الجدار. وكثير من الناس صعدوا للأعلى من أجل سلامتهم، بينما آخرون ماتوا أو أصيبوا بإصابات بليغة. المباراة لعبت على الرغم من الكارثة من أجل منع مزيد من العنف.
المأساة أدت إلى حظر جميع الأندية الأنجليزية من اللعب في المسابقات الأوربية من قبل الويفا (رفع الحظر في 1990–91)، وأستبعد ليفربول سنة إضافية، مما منعه من المشاركة في كأس أوروبا 1990–91 بالرغم من أنه كان بطل الدوري في 1990. وحوكم عدد من جماهير ليفربول حوكموا بتهمة القتل غير المتعمد. حيث تم اعتقال سبعة وعشرين مشجع للاشتباه في القتل الغير متعمد وتم تسليمهم إلى بلجيكا في عام 1987 للمحاكمة. في 1989، بعد محاكمة دامت خمس شهور في بلجيكا، حصل 14 من مشجعي ليفربول على حكم ثلاث سنوات بتهمة القتل العير متعمد، نصف الأحكام تم تعليقها. الكارثة وصفت لاحقاً بـ«الساعة الأحلك في تاريخ منافسات الويفا».

### كارثة هيلزبرة

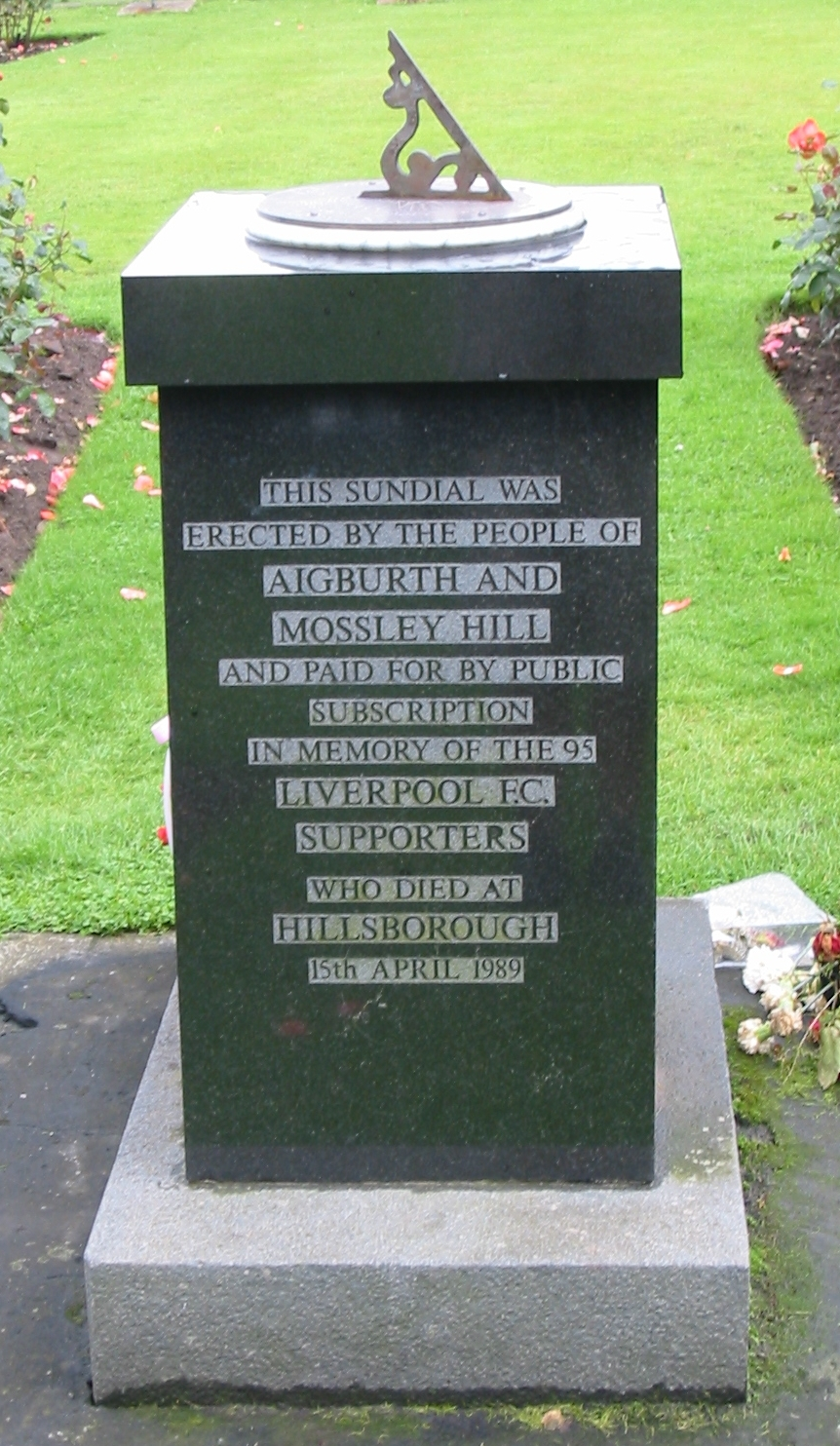
نصب تذكاري لكارثة هيلزبرة.

كارثة هيلزبره (بالإنجليزية: Hillsborough disaster)‏ هي حادثة وقعت في 15 أبريل 1989 في ملعب هيلسيبرة، ملعب نادي شيفيلد وينزداي في شفيلد بإنكلترا، خلال مباراة كرة قدم بين نوتينغهام فورست ونادي ليفربول ضمن الدور القبل النهائي من بطولة كأس الاتحاد الإنجليزي لكرة القدم.
في ذلك اليوم توفي 94 شخصاً تترواح أعمارهم ما بين 10-64، جراء الإصابات اللتبي لحقت بهم، جزء منهم توفي في الملعب وبعضهم في سيارات الإسعاف والبعض الآخر في المستششفى، و 760 شخصاً مصابا، 300 شخص منهم احتاجوا إلى العلاج في إحدى المستشفيات. وفي 19 أبريل توفيت بنت ذو 14 عاماً ليي نيكول جراء الإصابات البليغة. بعدها بأيام توفي شاب يبلغ من العمر 22، بعدما تم إيقاف الأجهزة، حيث أصب الشاب بالحالة الخضرية الدائمة. وأصبح بذلك عدد الوفيات 96 شخصاً، كانت غالبيتهم من مشجعين نادي ليفربول الإنجليزي بسبب تدافع المشجعين وبسبب خطأ تنظيمي وعدم تعاون رجال الأمن واقفال الابواب. وتعتبر هذه الكارثة أعنف الكوارث الرياضية في تاريخ بريطانيا وإحدى أسوأ حوادث كرة القدم.
في الأيام التالية نشرت صحيفة ذا صن مقالة بعنوان «الحقيقة»، تدعي فيها أن جمهور ليفربول سرق الضحايا وهاجم وتبول على الشرطة. التحقيقات اللاحقة أثبتت خطأ هذه الإدعاءات، مما أدى لمقاطعة جمهور ليفربول للصحيفة، والكثير من الجماهير يرفض شراء الصحيفة بعد أكثر من 20 سنة. أُنشئت العديد من مؤسسات الدعم في أعقاب الكارثة، مثل حملة هيلزبره للعدالة (بالإنجليزية: Hillsborough Justice Campaign)‏، التي تمثل عائلات الضحايا والناجين والجمهور في جهودهم لتأمين العدالة.
نتيجة لتلك الحادثة، تم طرح وثيقة من قبل اللورد بيتر تايلور، بعدما قام بتحقيقات في الحادثة منذ شهر أغسطس 1989، وتم الإعلان عن نتيجة التحقيقات في شهر يناير من عام 1990، وأطلق عليها تقرير تايلور. هذا التقرير مهد الطريق لتشريعات تطلب من جميع فرق الدرجة الأولى أن تكون في ملاعبها مقعد لكل متفرج. وبين التقرير أن السبب الرئيسي للكارثة هو الاكتظاظ الناتج عن فشل الشرطة في السيطرة علية.

### مذبحة بورسعيد
حدثت مذبحة بورسعيد مساء يوم الأربعاء الأول من فبراير عام 2012، وهو الموافق للذكرى الأولى لموقعة الجمل. حدثت داخل ستاد بورسعيد عقب مباراة كرة قدم بين المصري والأهلي وراح ضحيتها 72 قتيلاً وأوقعت مئات الإصابات. وصفت بأكبر كارثة رياضية حدثت في تاريخ الرياضة المصرية والأفريقية بل حتى العالمية بعد كارثة ملعب هيدلزبرة في إنجلترا.